# Igor Matanović
Igor Matanović (ur. 31 marca 2003 w Hamburgu) – chorwacko-niemiecki piłkarz, grający na pozycji napastnika w niemieckim klubie SC Freiburg oraz w reprezentacji Chorwacji.

## Kariera klubowa
Treningi piłki nożnej rozpoczął w Harburger TB, skąd w 2010 roku trafił do FC St. Pauli. W pierwszej drużynie tego klubu zadebiutował 27 listopada 2020 w przegranym 0:1 meczu z VfL Osnabrück. W sierpniu 2021 podpisał pięcioletni kontrakt z Eintrachtem Frankfurt, jednocześnie pozostając w FC St. Pauli w ramach wypożyczenia na kolejne dwa sezony. W sierpniu 2023 został wypożyczony na sezon do Karlsruher SC. W marcu 2024 przedłużył kontrakt z Eintrachtem o trzy lata. Na sezon 2025/26 przeszedł do SC Freiburg.

## Kariera reprezentacyjna
Młodzieżowy reprezentant Chorwacji (U-14 i U-21) oraz Niemiec (od U-17 do U-19). W kwietniu 2022 zadeklarował chęć reprezentowania Chorwacji. W seniorskiej kadrze Chorwacji zadebiutował 5 września 2024 w przegranym 1:2 meczu z Portugalią, a pierwszego gola strzelił 12 października 2024 w wygranym 2:1 spotkaniu ze Szkocją.

## Życie osobiste
Jego rodzice, Ranko i Ankica to bośniaccy Chorwaci. Ma również siostrę Andreę.